# Phaonia mimerrans
Phaonia mimerrans este o specie de muște din genul Phaonia, familia Muscidae, descrisă de Ma în anul 1989. Conform Catalogue of Life specia Phaonia mimerrans nu are subspecii cunoscute.